# Shigefumi Mori
Shigefumi Mori (森 重文 Mori Shigefumi, Nagoya, 23 de fevereiro de 1951) é um matemático japonês.